# Maajärvi (sjö i Kouvola, Kymmenedalen)
Maajärvi är en sjö i kommunen Kouvola i landskapet Kymmenedalen i Finland. Sjön ligger 77,6 meter över havet. Den är 16,6 meter djup. Arean är 1,06 kvadratkilometer och strandlinjen är 7,99 kilometer lång. Sjön  ingår i Kymmene älvs huvudavrinningsområde.   Den ligger omkring 80 km norr om Kotka och omkring 140 km nordöst om Helsingfors. 